# Roger Boyle (2e comte d'Orrery)
Pour les articles homonymes, voir Roger Boyle (homonymie) et Boyle.
Roger Boyle, 2e comte d'Orrery (24 août 1646 - 29 mars 1682), appelé Lord Broghill entre 1660 et 1679, est un pair irlandais et un député.

## Biographie

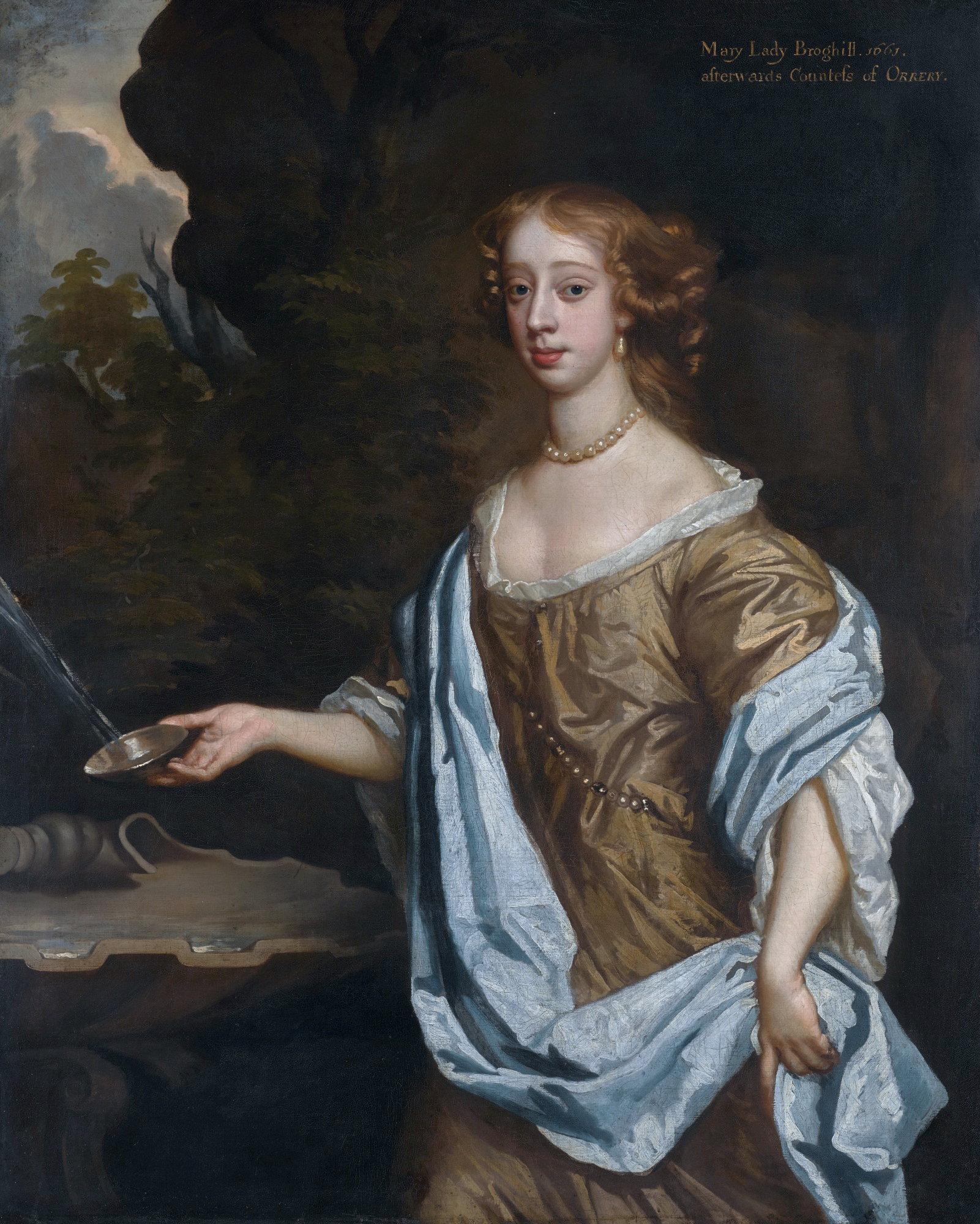
Marie, comtesse d'Orrery (atelier de Peter Lely)

Il est né à Dublin, fils de Roger Boyle, 1er comte d'Orrery, et de Margaret, fille de Theophilus Howard (2e comte de Suffolk). Il fait ses études au Trinity College de Dublin. En 1665, il est élu à la Chambre des communes irlandaise pour le comté de Cork, siège qu'il occupe jusqu'à l'année suivante. En 1679, il succède à son père comme comte et entre à la Chambre des lords irlandaise.
Lord Orrery épouse Mary, fille de Richard Sackville (5e comte de Dorset), en 1665. Il meurt en mars 1682, à l'âge de 35 ans, et est remplacé comme comte par son fils aîné, Lionel. La comtesse d'Orrery est décédée à Londres en novembre 1710, à l'âge de 62 ans.